# Dioscorea hemicrypta
Dioscorea hemicrypta är en enhjärtbladig växtart som beskrevs av Isaac Henry Burkill. Dioscorea hemicrypta ingår i släktet Dioscorea och familjen Dioscoreaceae. Inga underarter finns listade i Catalogue of Life.